# Dateio
Dateio je český startup, který provozuje slevové programy pro banky, kde analýzou transakčních dat poskytuje klientům zajímavé slevové nabídky formou cashbacku při platbě kartou, tedy bez použití kupónů a věrnostních karet. Je to tzv. Card Linked Marketing a do firmy investovali například My Air a.s., Bolt Start Up Development nebo Erste Group Bank AG, akciová společnost. Mezi klienty Dateio patří firma Albert, Kaufland, Shell, OMV, atd.